# Alte Beverwiese
Das Naturschutzgebiet Alte Beverwiese liegt im Kreis Warendorf in Nordrhein-Westfalen. Das etwa 7,0 ha große Gebiet, das im Jahr 1986 unter Naturschutz gestellt wurde, erstreckt sich westlich von Westbevern, einem Ortsteil der Stadt Telgte. Nördlich verläuft die Landesstraße L 588, östlich fließt die Bever, westlich und südlich fließt die Ems. Durch das Gebiet hindurch fließt ein unbenannter Zufluss der Bever.
Die Unterschutzstellung erfolgt
- zur Erhaltung eines flachen, naturnahen Mulden- bzw. Bachkerbtales im Nahbereich der Bever
- zur Erhaltung und Entwicklung von artenreichem Feucht- und Nassgrünland mit Sumpfdotterblumenwiesen und Riedgesellschaften
- zur Erhaltung, Entwicklung und Förderung von Lebensgemeinschaften oder Lebensstätten seltener und gefährdeter wildlebender Pflanzen- und Tierarten
- als Lebensraum für Amphibien, Reptilien, Libellen und Wasserinsekten
- aus wissenschaftlichen, naturgeschichtlichen, landeskundlichen und erdgeschichtlichen Gründen
- wegen der Seltenheit, besonderen Eigenart, Vielfalt, Schönheit und Unersetzlichkeit des Gebietes